# René Johannet
« Johannet » redirige ici. Pour les articles homophones, voir Johannais et Johanet.
René Johannet (1884-1972) est un journaliste et un essayiste français, époux d'Henriette Charasson.
Penseur du nationalisme, il est proche de l'Action française de Charles Maurras.

## Biographie
Selon P. Léautaud (Journal Littéraire, 1er juin 1943, (volume III, page 853), il a fait partie de la Commission de censure de Vichy, qui délivrait, ou non, les permis d'imprimer. Il collabore notamment à la Revue universelle de Jacques Bainville et Henri Massis, puis aux Écrits de Paris. Il publiait notamment à la Nouvelle Librairie nationale dirigée par Georges Valois dont il était proche. Proche de Charles Péguy et de Georges Sorel, il est aussi critique littéraire et biographe. Il introduit la notion de « nationalitarisme ».

## Publications
- L'Évolution du roman social au XIXe siècle, Reims, Action populaire, 1910 ; rééd. Genève, Slatkine reprints, 1973
- Le Principe des nationalités, Paris, Nouvelle librairie nationale, 1918, prix Thérouanne de l'Académie française en 1920.
- Rhin et France, Paris, Nouvelle librairie nationale, 1919.
- « Préface » à Louis Le Fur, Races, nationalités, États, Paris, Félix Alcan, 1922.
- René Johannet : Les Révolutions de Bulgarie ; In La Revue universelle. Tome XIV, 1er juillet 1923, Jacques Bainville, directeur.
- René Johannet : Peut-on sauver l’Allemagne ; In La Revue universelle. Tome XIV, 1er juillet 1923, Jacques Bainville, directeur.
- René Johannet : La Consolidation du fascisme ; In La Revue universelle. Tome XIV, 1er juillet 1923, Jacques Bainville, directeur.
- René Johannet : La Belgique et son rôle en Europe occidentale ; In La Revue universelle. Tome XIV, 1er juillet 1923, Jacques Bainville, directeur.
- René Johannet : De quoi Stresemann sera-t-il fait ? In La Revue universelle. Tome XIV, 1er juillet 1923, Jacques Bainville, directeur.
- René Johannet : Les Révolutions polonaises ; In La Revue universelle. Tome XIV, 1er juillet 1923, Jacques Bainville, directeur.
- René Johannet : Défense du bourgeois français ; In La Revue universelle. Tome XV, 1er octobre 1923, Jacques Bainville, directeur.
- René Johannet : Apologie pour M. Jourdain ; In La Revue universelle. Tome XV, 1er octobre 1923, Jacques Bainville, directeur.
- René Johannet : Causes et origine du coup d’Etat espagnol ; In La Revue universelle. Tome XV, 1er octobre 1923, Jacques Bainville, directeur.
- René Johannet : Au pays de la bêtise infinie ; In La Revue universelle. Tome XV, 1er octobre 1923, Jacques Bainville, directeur.
- René Johannet : Force et faiblesse de l’Empire britannique ; In La Revue universelle. Tome XV, 1er octobre 1923, Jacques Bainville, directeur.
- René Johannet : La République rhénane ; In La Revue universelle. Tome XV, 1er octobre 1923, Jacques Bainville, directeur.
- René Johannet : L’Allemagne montre un nouveau visage ; In La Revue universelle. Tome XV, 1er octobre 1923, Jacques Bainville, directeur.
- René Johannet : Le Rapprochement italo-espagnol ; In La Revue universelle. Tome XV, 1er octobre 1923, Jacques Bainville, directeur.
- Éloge du bourgeois français, Paris, Bernard Grasset, « Les Cahiers verts », 1924.
- René Johannet : L’Angleterre entre deux crises ; In La Revue universelle. Tome XVI, 1er janvier 1924, Jacques Bainville, directeur.
- René Johannet : La Liquidation du Reich ; In La Revue universelle. Tome XVI, 1er janvier 1924, Jacques Bainville, directeur.
- René Johannet : L’Hégémonie française en Europe centrale et ses limites ; In La Revue universelle. Tome XVI, 1er janvier 1924, Jacques Bainville, directeur.
- René Johannet : Un Avatar nouveau de l’impérialisme ouvrier ; In La Revue universelle. Tome XVI, 1er janvier 1924, Jacques Bainville, directeur.
- René Johannet : En Attendant le rapport des experts ; In La Revue universelle. Tome XVI, 1er janvier 1924, Jacques Bainville, directeur.
- René Johannet : L’Avenir des relations franco-belges ; In La Revue universelle. Tome XVI, 1er janvier 1924, Jacques Bainville, directeur.
- René Johannet : Le Nouvel aspect des relations franco-allemandes. in La Revue Universelle, Tome XVIII, 1er juillet 1924, directeur Jacques Bainville.
- René Johannet : Avant la conférence. in La Revue Universelle, Tome XVIII, 1er juillet 1924, directeur Jacques Bainville.
- René Johannet : L’Affaire Matteoti. in La Revue Universelle, Tome XVIII, 1er juillet 1924, directeur Jacques Bainville.
- René Johannet : Les Rois d’aujourd’hui vus par un Américain. in La Revue Universelle, Tome XVIII, 1er juillet 1924, directeur Jacques Bainville.
- René Johannet : Pronostics sur l’avenir militaire de l’Europe. in La Revue Universelle, Tome XVIII, 1er juillet 1924, directeur Jacques Bainville.
- René Johannet : La Tache future de la France en Orient. in La Revue Universelle, Tome XVIII, 1er juillet 1924, directeur Jacques Bainville.
- Anatole France est-il un grand écrivain ?, Paris, Plon-Nourrit et Cie, 1925.
- René Johannet : Après les élections allemandes. in La Revue Universelle, Tome XX, 1er janvier 1925, directeur Jacques Bainville.
- René Johannet : Symptômes et pronostics pour 1925. in La Revue Universelle, Tome XX, 1er janvier 1925, directeur Jacques Bainville.
- René Johannet : L’Espagne et le Maroc. in La Revue Universelle, Tome XX, 1er janvier 1925, directeur Jacques Bainville.
- René Johannet : Relèvement et redressement de l’Allemagne. in La Revue Universelle, Tome XX, 1er janvier 1925, directeur Jacques Bainville.
- René Johannet : La Politique des conservateurs anglais. in La Revue Universelle, Tome XX, 1er janvier 1925, directeur Jacques Bainville.
- René Johannet : Après la mort d’Ebert ; Pactes et sécurités. in La Revue Universelle, Tome XX, 1er janvier 1925, directeur Jacques Bainville.
- René Johannet : Le Régime des pactes. in La Revue Universelle, Tome XXIII, 1er octobre 1925, directeur Jacques Bainville.
- René Johannet : Le Capitalisme en Russie. in La Revue Universelle, Tome XXIII, 1er octobre 1925, directeur Jacques Bainville.
- René Johannet : En plein chloroforme. in La Revue Universelle, Tome XXIII, 1er octobre 1925, directeur Jacques Bainville.
- René Johannet : Les Désordres économiques d’après guerre et la France. in La Revue Universelle, Tome XXIII, 1er octobre 1925, directeur Jacques Bainville.
- René Johannet : Le Problème de l’ordre en Europe. in La Revue Universelle, Tome XXIII, 1er octobre 1925, directeur Jacques Bainville.
- René Johannet : La Pologne, miroir grossissant. in La Revue Universelle, Tome XXIII, 1er octobre 1925, directeur Jacques Bainville.
- Joseph de Maistre, Paris, Flammarion, 1932.
- « Introduction » et édition de Joseph de Maistre, Considérations sur la France, Publiées d'après les éditions de 1797, 1821 et le manuscrit original, avec une introduction et des notes, par René Johanne et François Vermale, Paris, Librairie J. Vrin, 1936, prix Saintour de l’Académie française.
- Vie et mort de Péguy, Paris, Flammarion, « Les Grandes biographies », 1950, prix Durchon-Louvet de l’Académie française en 1951.
- « Introduction » à Dr Maurice Vernet, Vernet contre Teilhard de Chardin, une démystification, Paris, Gedalge-Wast , 1965.